# Поппель, Николай

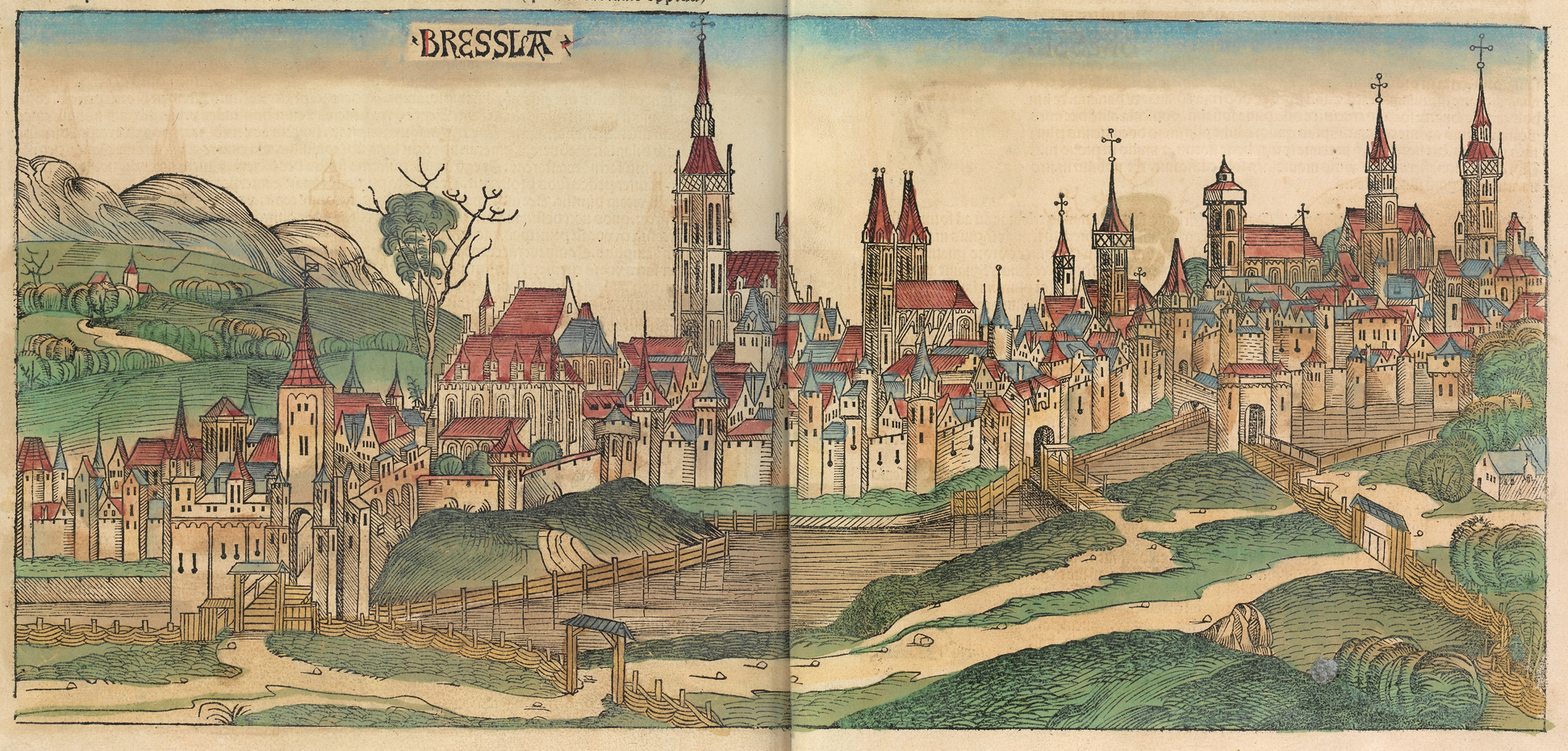
Бреслау в 1493 году. Ксилография из «Нюрнбергской хроники» Хартмана Шеделя

Николай Поппель (нем. Nikolaus Poppel, Nikolaus von Popplau, между 1435 и 1443, близ Бреслау — не ранее 16 июня 1490, Нюрнберг) — германский торговец, путешественник, авантюрист и дипломат, сыгравший значительную роль в установлении контактов между Священной Римской империей и Русским государством. Оставил подробные описания своих поездок на Русь и в другие страны.

## Биография
Родился между 1435 и 1443 годами в семье Ганса Поппелау, городского советника и купца, и Ядвиги Унгератен фон Гнихвиц, близ Бреслау (совр. Вроцлав) в Нижней Силезии. Немецкий историк-архивист второй половины XIX века Пауль Пфотенхауэр называл его выходцем из силезского патрицианского рода, происходившего из Лигница, тогда как русско-немецкий историк и библиограф первой половины XIX столетия Фридрих фон Аделунг считал его представителем чешского дворянского рода Попелов из Лобковиц, справедливо отмечая, что во время аудиенции у великого московского князя он общался с последним наедине.
Известно, что с 1456 года он учился в Лейпцигском университете, изучив там, в частности, латынь, а позже помогал семейной торговой компании. Участвовал в военных действиях против гуситов, за что папа Павел II пожаловал ему герб. Выделялся своей физической силой и свободно владел рыцарским оружием, в частности, турнирным копьём. В июне 1473 года, под предлогом болезни, окончательно покинул торговую компанию, оставив её в руках старшего брата Каспара (ум. 1499). В начале 1480-х годов поступил на службу к германскому императору Фридриху III, который в 1483 пожаловал ему рыцарское звание и выдал ряд привилегий.
Получил известность благодаря описаниям своих служебных путешествий на немецком языке. В 1483—1486 годах посетил в ходе своего трехлетнего путешествия Западную Европу, в том числе Вену, Рейнланд, Бургундию, Фландрию, Англию, Португалию, Испанию и Францию, повсюду демонстрируя своё красноречие и рыцарское искусство. Участвовал в переговорах с известными государственными деятелями, в частности, в мае 1484 года встречался в Йорке с английским королём Ричардом III. Немалое внимание уделил описанию обычаев религиозных меньшинств, в частности иудеев и мавров, демонстрируя неподдельный интерес к этнографии. Его доклад был формально адресован императору, однако позже был опубликован в Ульме или Нюрнберге для более широкой публики.
В конце 1486 года Поппель впервые посетил малоизвестное тогда в Европе Русское государство, встретившись с великим князем Иваном III. Про обстоятельства и цель этой поездки мало что известно. По его собственным словам, с собой он привёз верительную грамоту от Фридриха III, желая познакомиться с великим князем и его государством. Он сообщает о своих больших достижениях на приёме у московского князя и о живейшем интересе нового германского императора Максимилиана I к его впечатлениям от поездки в Москву.
Второе путешествие в Россию Поппель предпринял в 1486—1487 годах, пытаясь развить установившиеся контакты. Предположительно интерес Габсбургов заключался в том, чтобы добиться согласованных действий против Ягеллонов, которые пытались завладеть венгерским престолом. Из русских источников известно, что Максимилиан I изъявил интерес к сближению посредством династического брака, в частности предложил, чтобы одна из дочерей Ивана III — Елена или Феодосия — вышла замуж за маркграфа Альбрехта Баденского, племянника Максимилиана. Реакция Ивана III была прохладной, однако он высказал готовность прислать послов к императору для дальнейших переговоров.
Третье посольство Поппеля в Россию было снаряжено в декабре 1488 года в Ульме. В Москве он находился с конца января по март 1489 года, но миссия его в целом оказалась неудачной. Поппель рассказал Ивану III о возможности присвоения ему Максимилианом королевского титула, однако получил следующий ответ: «Мы Божиею милостью государи на своей земле от первых своих прародителей, а поставление имеем от Бога, [..] а поставлениа как есмя наперед сего не хотели ни от кого, так и ныне не хотим». Вместе с тем, великий московский князь послал ко двору Максимилиана I ответное посольство во главе с греком Юрием Траханиотом, которое 25 июля того же года прибыло на императорский рейхстаг во Франкфурте с богатыми дарами.
Обратное путешествие Поппеля охватывало Финляндию, Швецию, Данию и Любек. 16 июня 1490 года он отправил из Нюрнберга своему слуге Иоганну Зедеру письмо с поручением передать его князю Ивану, после чего следы его окончательно теряются. Семейное предание, не подтверждённое, впрочем, документально, утверждает, что он скончался вскоре после этого в Египте, возвращаясь из паломничества в Святую Землю. Завещание его, составленное накануне последней поездки в Московию, было исполнено не позже 27 октября 1494 года.
Хотя проект Поппеля по созданию альянса между германским императором и государем всея Руси в конечном итоге остался нереализованным, его миссии в Москве положили начало дипломатическим отношениям между Россией и Священной Римской империей, в какой-то степени предвосхитив деятельность Сигизмунда Герберштейна.